# Der Spiegel
Der Spiegel (dansk: Spejlet) (egen skrivemåde: DER SPIEGEL) er Tysklands største og mest indflydelsesrige nyhedsmagasin. Det udgives ugentligt fra Hamburg med et oplag på lige over 1 mio., mens læserantallet er lidt over 6 mio. 
Første udgave af Der Spiegel udkom i Hannover 4. januar 1947. Det var en videreføring af tidsskriftet Diese Woche, som fulgte stilen fra amerikanske nyhedsmagasiner. Nogle unge tyske redaktører, anført af Rudolf Augstein, forsøgte at efterkomme kravene til kritisk og seriøs journalistik. Rudolf Augstein skaffede sig forlæggerlicens og gav tidsskriftet navnet Der Spiegel. Fra første udgave var han udgiver og chefredaktør. Han forblev udgiver til sin død i 2002. 
Siden 1952 har Der Spiegel holdt til i Hamburg, i Spiegel-bygningen i den gamle bydel. Koncernen flyttede i 2010 til Ericusspitze i Hamborgs inderhavn i et byggeri tegnet af Henning Larsen Architects. Der Spiegels form og indhold kan minde om amerikanske nyhedsmagasiner som Time og Newsweek, men Der Spiegels lange, dybdeborende artikler har mere til fælles med det britiske The Economist. Nuværende chefredaktører er Mathias Müller von Blumencron og Georg Mascolo. 
Magasinet har fået stor anerkendelse for sine reportager, der som regel er skrevet af en gruppe journalister og bagefter er udsat for et fakta-tjek. Spiegel konkurrerer bl.a. med Focus og Stern, men i modsætning til Stern har Spiegel overvejende lange artikler. Siden 1994 har bladet haft en omfattende hjemmeside, der foruden artikler fra magasinet også indeholder aktuelle nyheder fra bureauer.
Der Spiegels oplag steg hurtigt, og magasinets indflydelse voksede i takt med oplaget. Oplaget øgedes fra 15.000 i 1947 til 65.000 og 437.000 i 1961. I 1970'erne havde tidsskriftet et oplag på omkring 900.000 eksemplarer. I 1990 kom oplaget over en million sandsynligvis på grund af mange nye læsere i det tidligere DDR. Bladets indflydelse hviler på to grundpiller; først og fremmest den moralske autoritet tidsskriftet fik som følge af de første års undersøgende journalistik, og som blev forstærket af flere betydelige scoop i 1980'erne. Der Spiegel forlaget udgiver mange bøger og siden 1988 har det på Satellit-TV udsendt et TV-program, og har yderligere udvidet produktspekteret i 1990'erne. Blandt andet udgiver Spiegel-forlaget i dag det månedlige Manager Magazin.
Dets centrale placering i det tyske mediebillede sås i en opgørelse fra 2017 hvor Der Spiegels hjemmeside spiegle.de var, næstefter Google Books', det domæne der var det mest henvist til fra en tyske Wikipedia.

## Der Spiegel afsløringer
Der Spiegel har afsløret mange politiske skandaler. Allerede i 1950 var Der Spiegel årsagen til at Forbundsdagen iværksatte en undersøgelse af om at flere parlamentsmedlemmer var blevet bestukket for at Bonn skulle blive valgt som provisorisk regeringssæde i stedet for Frankfurt.
I 1962 kom den såkaldte Spiegelaffære, hvor magasinet Der Spiegel blev udsat for sanktioner efter at have bragt kritiske artikler om regeringens forsvarspolitik. Efter at Der Spiegel i forbindelse med NATO-øvelsen Fallex 62 bragte en artikel om det tyske forsvars lave beredskab mod den kommunistiske trussel i øst, startede forsvarsminister Franz Josef Strauß en efterforskning af Der Spiegel, som førte til at at redaktionen blev stormet af politiet, og at både Rudolf Augstein og flere andre redaktører blev arresteret og fængslet i flere måneder på grund af mistanke for landsforræderi. Selv om Strauß ikke havde myndighed til det, sørgede han for at artikelforfatteren, Conrad Ahlers, blev arresteret mens han var på ferie i Spanien. Retssagen smuldrede, og hele sagen førte til store udskiftninger i Konrad Adenauers regering. Affæren førte blandt andet til at Strauß gik af som forsvarsminister.